# Курський (Александровський район)
Ку́рський (рос. Курский) — селище у складі Александровського району Оренбурзької області, Росія.

## Населення
Населення — 5 осіб (2010; 6 у 2002).
Національний склад (станом на 2002 рік):
- росіяни — 50 %